# Theodor Bohner
Theodor Bohner (Pseudonym: Paul Hirner) (* 6. Juli 1882 in Abokobi (Goldküste); † 4. Februar 1963 in Berlin) war ein Publizist, Verbandsfunktionär und liberaler Politiker.

## Jugend und Ausbildung
Theodor Paul Bohner, der evangelischen Glaubens war, geboren am 6. Juli 1882 in Abokobi (Goldküste) im heutigen Ghana, als ältester Sohn von zehn überlebenden Geschwistern, der zweiten Frau seines Vaters Heinrich. Dieser war Missionar der Basler Mission für die Goldküste und später Kamerun. Die Familie stammt aus der Rheinpfalz nahe der Ebernburg. Seine Mutter war Philippa (genannt Hannah), geb. Krieg. Wie sein jüngerer Bruder Hermann wurde er 1889–1895 im Missionshaus in Basel erzogen. Er studierte an den Universitäten Freiburg/B., Zürich, Basel, Heidelberg und Leipzig. In Freiburg wurde er zum Dr. phil. promoviert.

## Wirken
Zunächst war er als Philologe im höheren Schuldienst tätig. Zuerst von 1904 bis 1907 in Baden, ab 1907/08 in Berlin und von 1908 bis 1915 als Leiter der Deutschen Schule in Rom. Von 1909 war er dort auch Universitätslektor für deutsche Sprache. Nach seiner Rückkehr aus Italien war er Studienrat in Saarbrücken und Berlin, vom 1. April 1917 bis 1929 Oberstudiendirektor an der Viktoria-Schule in Magdeburg und 1929–1933 Oberschulrat in Berlin. Aus politischen Gründen wurde er 1933 aus dieser Stellung entlassen. Er betätigte sich dann als freier Schriftsteller.
Seit 1919 war er Stadtverordneter in Magdeburg. In dieser Zeit lebte er in der Brückstraße 1 im Magdeburger Stadtteil Brückfeld.  Als Mitglied des preußischen Landtages (1924–32), dem er als Abgeordneter der Deutschen Demokratischen Partei angehörte, vertrat Bohner in der Weimarer Republik die kulturpolitischen Ansprüche des deutschen Schrifttums. Er war Präsident des Schutzverbandes Deutscher Schriftsteller, bis er im Jahre 1933 diesen Posten ebenfalls aufgeben musste. Er war im Juni 1945 Mitbegründer der CDU. Im Jahre 1950 rief er den Schutzverband wieder ins Leben, leitete ihn 1951/52 und war ab 1953 dessen Ehrenpräsident.
Verheiratet mit Martha Lydia, Tochter von Reinhold Seeberg. Mit ihr hatte er drei Töchter: Eva (* 1915), Christa (* 1918) und Margret (1924–2022). Er lebte den Zweiten Weltkrieg über in Berlin und ging nach Kriegsende nach England, wo er von 1946 bis 1948 für das War Office in London in deutschen Gefangenenlagern tätig war.
1948–49 war er Dozent für Philosophie an der amerikanischen South Western Universität in Georgetown (Texas). Seit 1949 lebte Bohner wieder in Berlin. 1956 unternahm er eine Reise nach Moskau, um sich auch dort umzusehen und endlich herauszufinden, „was Wahres dran ist.“ Er verstarb 80-jährig – im selben Jahr wie zwei seiner Brüder – 1963.

## Werke
Als Schriftsteller trat Bohner mit Themen aus dem Mittelmeerraum und Afrika hervor, außerdem schrieb er mehrere biographische Werke. Aus seinem Gesamtwerk herausgegriffen:
- „Beiträge zu einem Goethe-Wörterbuch“ (1904)
- „Die deutsche Kriegsdichtung“ (1914, 15)
- „Auf allen Straßen", (zweibändiger Roman: 1; "Kwabla,“ 2; "Der Weg zurück"; 1919 bzw. 1921)
- „Lachendes, liebendes Rom“ (Novelle, 1921)
- „Der eroberte Erdteil, Deutsches Schicksal in Afrika um Gustav Nachtigal“ (1934)
- „Der Schuhmacher Gottes, ein deutsches Leben in Afrika“ (Biographie seines Vaters, 1934)
- „Aé Ntonga“ (Hallo, Freund)
- „Unser Leben in Kamerun“ (1935)
- „Die Woermanns, vom Werden der Größe“ (1935, auch tschech.)
- „J. P. Hebel, des deutschen Volkes Hausfreund“ (1936)
- „Der ehrbare Kaufmann. Ein Jahrhundert in deutschen Kontoren und Fabriken“ (1936, 1956)
- „Hofmarschall Graf Zedlitz-Trützschler“ (1936)
- „Deutsche Eltern“ (1936)
- „Das Licht und sein Schatten“ (1937)
- „Philipp Otto Runge“ (1937)
- „Freundschaft mit Gustav Frenssen, Erlebnisse und Briefe“ (1938)
- „Gordon, Kämpfer und Christ“ Gießen, Basel 1938 (Brunnen)
- „Der deutsche Kaufmann über See. Hundert Jahre deutscher Handel in der Welt“ (1939)
- „Die Reise nach Basel“
- „Mit den Augen des Italieners“ (1940)
- „Haus Savoyen“ (1941)
- „Afrika, Erdteil europäischer Verheißung“ (1941)
- „Sie Kämpften um neuen Lebensraum“ (1941)
- „Von Dresden nach Kanton“ (1945)
- „Saat in die Welt“ (1945)
- „Schiller“ (1946)
- „Der offene Laden“ (1954)

Bohner war auch als Übersetzer tätig und gab „Die schönsten Sagen des klassischen Altertums“ von Gustav Schwab heraus.

### Schulbücher
- Quellensammlung für den geschichtlichen Unterricht an höheren Schulen (Heft 134) Teubner, Leipzig 1916 (Digitalisat)

### Biographische Informationen
in:
- Deutsches Biographisches Archiv (DBA) II 150,171-176;III 95,444-447
- Deutscher Wirtschaftsverlag (Hrsg.); Reichshandbuch der deutschen Gesellschaft: das Handbuch der Persönlichkeiten in Wort und Bild; Berlin 1930–1931 (Deutscher Wirtschaftsverlag)
- Cuno Horkenbach (Hrsg.); Das Deutsche Reich von 1918 bis heute: darin: Führende Persönlichkeiten; Berlin 1931–35 (Verlag für Presse, Wirtschaft und Politik)
- Oehlke, Waldemar; Deutsche Literatur der Gegenwart; Berlin 1942 (Deutsche Bibliothek Verlagsges.)
- Wer ist wer? das Deutsche Who's Who, 12. Ausgabe 1955
- Kosch, Wilhelm; Biographisches Staatshandbuch: Lexikon der Politik, Presse und Publizistik; Bern [et al.] 1963 (Francke)
- Carl, Viktor; Lexikon der Pfälzer Persönlichkeiten; Edenkoben ²1998 (Hennig)